# Donald Burton
Donald Graham Burton (Norwich, 10 de febrero de 1934 – Cathedral City, California, 8 de diciembre de 2007) fue un actor de teatro y cine británico.

## Biografía
Burton estudió en la Real Academia de Arte Dramático. Trabajó como artista asociada en la Royal Shakespeare Company durante muchos años. Apareció en numerosas obras de Shakespeare como The Wars of the Roses y Enrique IV, Parte 1 y 2. Interpretó al duque de Exeter en toda la serie de las ocho obras de Shakespeare "Historia" que se representaron en la RSC en 1964. En 1965 apareció en la exitosa producción de la RSC de "El inspector general" de Gogol en el Teatro Aldwych de Londres, con Paul Scofield, Eric Porter, Paul Rogers, Stanley Lebor, Bruce Condell y otros grandes escenarios de esa época. 
Entre sus papeles de televisión destacan Big Breadwinner Hog, Warship, The Duchess of Duke Street; The Doombolt Chase; Arriba y abajo, Public Eye, Minder (Gunfight at the O.K. Laundrette) y Fraud Squad. Otros papeles de teatro destacados de su última época fueron How the Other Half Loves y Educating Rita. Habría sido más conocido entre el público británico por su papel como el comandante Mark Nialls, capitán del ficticio HMS Hero en la serie dramática de la BBC Warship.
En 1990, Burton regresó a Broadway con la producción de El mercader de Venecia en el Teatro de la Calle 46.
Burton se casó con la actriz Carroll Baker el 10 de marzo de 1978. La pareja estuvo casada durante 29 años hasta su fallecimiento en diciembre de 2007. Donald Burton tiene tres hijas: Rachel Larkin, Sarah Burton y Kerri Davenport Burton.
Donald Burton murió de un enfisema en su casa en Cathedral City, California, el 8 de diciembre de 2007. He was 73 years old.

## Vida personal
Burton fue el tercer y último marido de la actriz Carroll Baker. Se casaron el 10 de marzo de 1982 y estuvieron casados hasta la muerte de Burton. Trabajaron juntos en la obra Motive.

## Filmografía
- King Arthur, the Young Warlord (1975) - Herwood the Holy
- Mahoma, el mensajero de Dios (The Message) (1976) - Amr
- Spogliando Valeria (1989) - Senador Verani
- Alcune signore per bene (1990) - Paul
- El gran Halcón (Hudson Hawk) (1991) - Alfred
- Goldilocks and the Three Bears (1995) - Mr McReady
- Follow Your Heart (1999) - Malcolm

## Televisión
- Arriba y abajo
- Warship
- Crown Court
- 1990 (1978) - Harry Blaney